# Вергун Дмитро (сотник УПА)
Дмитро Вергун (псевдо: «Зір»; 1922, Завалів — 1950) — український військовик, сотник УПА.

## Біографія
Народився у селі Завалів Підгаєцького району у 1922 році.
Подався у національно-визвольний рух УПА
Вбитий у лісі в урочищі Підголиця у 1950 році разом із трьома невідомими. Тіла було забрано в Підгайці, де поховані — невідомо.